# The Dream of the Blue Turtles
The Dream of the Blue Turtles ist das erste Soloalbum des britischen Sängers Sting.

## Hintergrund
Die Aufnahmen zu The Dream of the Blue Turtles fanden von November 1984 bis April 1985 statt. Stings Band The Police hatte ein Jahr zuvor die Zusammenarbeit beendet, ohne jedoch eine offizielle Trennung bekanntzugeben. Mit seinem ersten Album beschritt Sting neue musikalische Wege. Er traf in Eddy Grants Studio die Jazzmusiker aus der Band von Wynton Marsalis und mit ihnen bahnte sich der Jazz seinen Weg in die Popmusik von Sting. Wichtigste Musiker wurden für Sting der Schlagzeuger Omar Hakim, der Jazzpianist Kenny Kirkland und Wyntons Bruder Branford Marsalis am Saxofon. Diese drei Musiker prägten den Sound von Sting für die nächsten Jahre und Alben. Innerhalb eines Jahres erreichte das Album einen Verkaufserfolg, der mit 3 Platinschallplatten ausgezeichnet wurde. In Deutschland erreichte das Album den 4. Platz der Albumcharts, in den USA den 2. Platz. Der Filmregisseur Michael Apted beobachtete und filmte einige der Aufnahmesessions und die darauf folgende Tournee. Der Film und ein Live-Album erschienen unter dem Titel Bring on the Night.

## Titelliste
Alle Stücke wurden von Sting geschrieben.
1. If You Love Somebody Set Them Free – 4:14
2. Love Is the Seventh Wave – 3:30
3. Russians – 3:57
4. Children's Crusade – 5:00
5. Shadows in the Rain – 4:56
6. We Work the Black Seam – 5:40
7. Consider Me Gone – 4:21
8. The Dream of the Blue Turtles – 1:15
9. Moon over Bourbon Street – 3:59
10. Fortress Around Your Heart – 4:48

### If You Love Somebody Set Them Free
Der Eröffnungssong des Albums If You Love Somebody Set Them Free war auch im Mai 1985 die erste Single, die aus dem Album ausgekoppelt wurde. Die Single hatte in Europa einen durchschnittlichen Erfolg, kletterte in den USA allerdings bis auf den 3. Platz der Billboard-Charts.
Im Buch „Lyrics by Sting“ beschreibt der Komponist den Song als „ebenso eine Hymne an meine neu gefundene Freiheit […]“, wie auch als „ein Gegenmittel gegen die brütenden Themen von Kontrolle und Überwachung, die 'Every breath you take' heimsuchten“, den größten Hit des letzten Albums von The Police (Synchronicity), bevor Sting beschloss, eine Solo-Karriere zu verfolgen. („This song was as much a hymn to my newfound freedom as it was an antidote to the brooding issues of control and surveillance that haunted 'Every breath you take'.“). Der Titel kann insofern als Unterstreichung seines Wunsches nach mehr (künstlerischer) Freiheit, beziehungsweise nachträgliche Rechtfertigung seines Schrittes zum Verlassen seiner bis dahin gewohnten musikalischen Umgebung angesehen werden.

### Russians
Russians ist ein Song, der die Ängste in der Endphase des Kalten Krieges thematisiert. Im Vordergrund steht das Wettrüsten zwischen den USA und der Sowjetunion. Er drückt die Hoffnung vor einem Abwenden eines Nuklearkrieges zwischen den beiden Großmächten mit den Zeilen I hope the Russians love their children too aus. Der Komposition von Sting sind Auszüge von Sergei Prokofjews Orchestersuite Leutnant Kishe aus dem Jahre 1934 beigemischt.
Der Song wurde im November 1985 als Single veröffentlicht. Sie wurde in Deutschland die erfolgreichste Singleauskoppelung dieses Albums und erreichte den vierten Platz der Charts.

### Moon over Bourbon Street
Moon over Bourbon Street wurde nach Stings Angaben durch den Roman Interview with the Vampire von Anne Rice inspiriert. Die Melodie folgt dem Jazzstandard Autumn Leaves.

## Besetzung
- Sting – Gesang, Gitarre, Bass
- Omar Hakim – Schlagzeug
- Darryl Jones – Bass
- Kenny Kirkland – Keyboard
- Branford Marsalis – Saxophon
- Dollette McDonald – Backgroundgesang
- Janice Pendarvis – Backgroundgesang

## Kommerzieller Erfolg

### Chartplatzierungen
| ChartsChartplatzierungen       | Höchstplatzierung | Wochen |
| ------------------------------ | ----------------- | ------ |
| Deutschland (GfK)              | 4 (47 Wo.)        | 47     |
| Österreich (Ö3)                | 6 (14 Wo.)        | 14     |
| Schweiz (IFPI)                 | 6 (22 Wo.)        | 22     |
| Vereinigte Staaten (Billboard) | 2 (58 Wo.)        | 58     |
| Vereinigtes Königreich (OCC)   | 3 (64 Wo.)        | 64     |

| ChartsJahrescharts (1985) | Platzierung |
| ------------------------- | ----------- |
| Deutschland (GfK)         | 40          |
| Schweiz (IFPI)            | 27          |

| ChartsJahrescharts (1986) | Platzierung |
| ------------------------- | ----------- |
| Deutschland (GfK)         | 33          |

### Auszeichnungen für Musikverkäufe
| Land/Region                  | Auszeichnungen für Musikverkäufe (Land/Region, Auszeichnung, Verkäufe) | Verkäufe  |
| ---------------------------- | ---------------------------------------------------------------------- | --------- |
| Australien (ARIA)            | —                                                                      | 200.000   |
| Deutschland (BVMI)           | Platin                                                                 | 500.000   |
| Frankreich (SNEP)            | Platin                                                                 | 300.000   |
| Griechenland (IFPI)          | Gold                                                                   | 50.000    |
| Hongkong (IFPI/HKRIA)        | Gold                                                                   | 10.000    |
| Italien (FIMI)               | Platin                                                                 | 500.000   |
| Japan (RIAJ)                 | Gold                                                                   | 100.000   |
| Kanada (MC)                  | Platin                                                                 | 100.000   |
| Neuseeland (RMNZ)            | 3× Platin                                                              | 60.000    |
| Niederlande (NVPI)           | Platin                                                                 | 100.000   |
| Spanien (Promusicae)         | Gold                                                                   | 50.000    |
| Vereinigte Staaten (RIAA)    | 3× Platin                                                              | 3.000.000 |
| Vereinigtes Königreich (BPI) | 2× Platin                                                              | 600.000   |
| Insgesamt                    | 4× Gold · 13× Platin ·                                                 | 5.580.000 |

Hauptartikel: Sting/Auszeichnungen für Musikverkäufe